# Japan Sinks 2020
Japan Sinks 2020 (日本沈没2020, Nihon chinbotsu 2020) est une série d'animation ONA japonaise réalisée par Masaaki Yuasa basée sur le roman La Submersion du Japon (Nihon Chinbotsu) de Sakyō Komatsu publié en 1973. Elle est produite par le studio Science SARU en tant que série originale Netflix et diffusée sur le site de streaming le 9 juillet 2020,.
Contrairement aux adaptations précédentes, notamment les films de 1973 et 2006, cette version adopte une perspective moderne, centrée sur une famille multiculturelle et multi-ethnique confrontée à l'effondrement progressif du Japon à la suite de catastrophes naturelles en série.
La série explore une large palette de thématiques sociales et politiques, telles que le multiculturalisme, la xénophobie, le nationalisme, ainsi que les inégalités sociales et les fractures territoriales entre zones urbaines et rurales. Elle interroge également la capacité des individus à faire preuve de résilience face au chaos, tout en dressant un portrait critique de la société japonaise contemporaine dans un contexte post-Fukushima. Grâce à son approche émotionnelle, son style d’animation singulier et son traitement engagé de la catastrophe, Japan Sinks: 2020 se distingue comme une œuvre marquante dans le paysage du cinéma japonais du désastre, autant pour sa forme que pour son propos.

## Synopsis
La série suit la famille Mutō au japon, composée d’un père japonais, d’une mère immigrée philippine et de leurs deux enfants, Ayumu et Gō, dans leur lutte pour survivre après une série de puissants tremblements de terre qui provoquent l’effondrement progressif de l’archipel japonais. À travers leur périple, Japan Sinks: 2020 explore les conséquences physiques, psychologiques et sociales du désastre, tout en mettant en lumière les tensions liées à l’identité multiculturelle, les divisions sociales, et les défis de la reconstruction dans un pays en crise entre effondrement d’un ordre national et symbolique. 

## Personnages
Mari Mutō
Voix japonaise : Yuko Sasaki, voix française : Nathalie Karsenti
Ayumu Mutō
Voix japonaise : Reina Ueda, voix française : Anaïs Delva
Gō Mutō
Voix japonaise : Tomo Muranaka, voix française : Cécile Gatto
Kōichirō Mutō
Voix japonaise : Masaki Terasoma, voix française : Julien Chatelet
Osamu Asada
Voix japonaise : Daiki Hamano
Haruki Koga
Voix japonaise : Hiroyuki Yoshino
Kite
Voix japonaise : Kensho Ono, voix française : Grégory Laisne
Nami Miura
Voix japonaise : Nanako Mori
Kanae Murota
Voix japonaise : Tomoko Shiota, voix française : Catherine Lafond
Kunio Ashida
Voix japonaise : Umeji Sasaki
Saburō Ōtani
Voix japonaise : Taichi Takeda
Daniel
Voix japonaise : Gensho Tasaka, voix française : Luc Boulad

## Analyse thématiques
Imaginaire du désastre :
Plutôt que de se focaliser uniquement sur la catastrophe naturelle en tant qu’événement, la série interroge ses conséquences sociales. Elle met en évidence la vulnérabilité des minorités, ainsi que l’inégale distribution des ressources et de l’aide. Le désastre devient un révélateur des failles structurelles déjà présentes dans la société, exposant les rapports de pouvoir, les hiérarchies sociales et les discriminations systémiques. (6)
Au-delà de sa dimension spectaculaire, le désastre naturel dans Japan Sinks: 2020 sert de miroir critique à la société japonaise. Le récit fait de la catastrophe une métaphore de ses propres fractures : il montre que la survie ne repose pas sur l’isolement national, mais sur l’ouverture, l’entraide et la solidarité intercommunautaire. Cette vision s’oppose frontalement aux idéologies xénophobes et élitistes, en plaidant pour une reconstruction collective et inclusive. (7)
Multiculturalisme et identité nationale :
Japan Sinks: 2020 redéfinit la notion de nation à travers le prisme d’une famille multiculturelle, composée d’un père japonais et d’une mère philippine. En intégrant des personnages issus d’horizons variés, la série remet en question les représentations traditionnelles de l’identité japonaise. Le rap battle, confrontation verbale et symbolique, illustre ce débat : d’un côté, les voix critiquant l’insularité et le repli sur soi ; de l’autre, celles défendant les valeurs et l’héritage du Japon. À son terme, le duel musical souligne la complexité des peuples et des nations, loin des clichés univoques. (7)
Corps et identité nationale :
Le corps devient un vecteur central de la narration : celui d’Ayumu, marqué par une prothèse, incarne à la fois la vulnérabilité physique et la capacité de résilience face au chaos. À travers les épreuves traversées par les personnages, la série questionne les contours de l’identité japonaise contemporaine. Qui peut être considéré comme "japonais" dans un contexte de crise ? La série met en tension les notions d’appartenance, de légitimité et de communauté face à l’effondrement des structures traditionnelles. (8)
Nationalisme et exclusion :
L’épisode 7 met en scène une situation de rejet explicite sur un bateau de secours, où un groupe de survivants refuse l’accès à des passagers au motif de leur origine étrangère, invoquant la "pureté du sang". Cette scène, fortement symbolique, dénonce les mécanismes d’exclusion et les discours raciaux exacerbés en contexte de crise. Elle met en lumière les tensions xénophobes persistantes au sein de la société japonaise, en particulier dans les moments de repli identitaire. (6)
Multiculturalisme et inclusion :
Japan Sinks: 2020 propose une vision d’un Japon résolument multiethnique, en rupture avec l’idéologie nationaliste et homogène qui domine traditionnellement les récits de désastre. La famille Mutō, composée d’un père japonais et d’une mère philippine, incarne cette pluralité culturelle. Les enfants, Ayumu et Gō, sont représentés comme les visages d’un Japon diasporique, porteurs d’un avenir hybride et inclusif. À travers eux, la série valorise une identité nationale ouverte, construite dans la diversité et le métissage. (6)
Mémoire et identité nationale :
Un autre enjeu central de la série est la préservation de la mémoire culturelle japonaise dans un contexte d’effondrement. Cela se manifeste notamment à travers un projet d’archivage numérique mené par l’un des personnages, qui vise à sauvegarder à la fois les éléments traditionnels et contemporains de la culture japonaise. Ce geste symbolise une volonté de continuité historique et identitaire face à la destruction, et souligne le rôle de la mémoire comme outil de reconstruction. (6)
Xénophobie et nationalisme :
Dans l’épisode 7, un groupe de rescapés adopte une posture ouvertement nationaliste en interdisant l’accès à un navire aux passagers jugés “non purs Japonais”. Cette séquence, crue et sans détour, dénonce les conceptions ethniques et raciales qui rejettent les minorités en période de crise. La série y dévoile comment, face à l’effondrement de l’ordre social, resurgissent les fantasmes d’une nation homogène fondée sur la “pureté du sang”. (7)

## Production
La série télévisée d'animation est basée sur le roman La Submersion du Japon de Sakyō Komatsu, déjà adapté à de nombreuses reprises. La série est réalisée par Masaaki Yuasa et Pyeon-Gang Ho, et produite par le studio d'animation Science SARU. Les musiques d'ambiance sont composées par Kensuke Ushio. Constituée de dix épisodes, elle est diffusée le 9 juillet 2020 sur Netflix.
Le réalisateur, Masaaki Yuasa, a souhaité donner une orientation inédite à la série en racontant l'histoire du point de vue d'un simple citoyen et en introduisant des personnages d'origines étrangères, dans une volonté de réduire la portée nationaliste de l’œuvre originale.
De plus, elle s'inscrit dans un contexte où le Japon cherche à projeter une image de multiculturalisme, notamment à travers des événements comme les Jeux olympiques de Tokyo 2020, reportés en raison de la pandémie de COVID-19, ce qui ajoute une dimension critique sur l'image internationale du Japon et sa capacité à se reconstruire après des désastres. (8)

## Réception critique
Étant diffusée sur Netflix, la série a eu une portée internationale et a reçu des critiques très varié. 
D’un côté, la série a été saluée pour son approche audacieuse et ses thèmes sociaux originaux (comme son message inclusif et sa critique du nationalisme), perçue comme une réflexion importante sur les défis de la reconstruction et les inégalités sociales au Japon. Japan Sinks 2020 a même remporté le Prix du jury au Festival international du film d'animation d'Annecy en 2021. (8) 
Tandis que d’un autre côté, des commentateurs de droite l’ont qualifiée de "propagande anti-japonaise". La scène du naufrage du bateau a particulièrement attiré l’attention. (7)

## Conclusion
Japan Sinks: 2020 s’inscrit en rupture avec les récits traditionnels de désastre et de reconstruction au Japon. En plaçant au cœur de son récit les inégalités sociales, les tensions identitaires et les limites des discours nationalistes, la série propose une réflexion critique sur les conditions de la résilience dans un monde marqué par l’effondrement et la précarité. En cela, Japan Sinks: 2020 dépasse le simple cadre de la fiction pour poser un regard engagé sur la société japonaise contemporaine.

### Liste des épisodes
| No | Titre français     | Titre japonais | Titre japonais  | Date de 1re diffusion |
| No | Titre français     | Kanji          | Rōmaji          | Date de 1re diffusion |
| -- | ------------------ | -------------- | --------------- | --------------------- |
| 1  | Le début de la fin | 終わりの始まり | Owarinohajimari | 9 juillet 2020        |
| 2  | Adieu, Tokyo       | さらば、東京   | Saraba, Tōkyō   | 9 juillet 2020        |
| 3  | Un nouvel espoir   | 新たな希望     | Aratana kibō    | 9 juillet 2020        |
| 4  | Une porte ouverte  | 開いたドア     | Aita Doa        | 9 juillet 2020        |
| 5  | Illusion           | イリュージョン | Iryūjon         | 9 juillet 2020        |
| 6  | Un oracle          | オラクル       | Orakuru         | 9 juillet 2020        |
| 7  | L'aurore           | 夜明け         | Yoake           | 9 juillet 2020        |
| 8  | Le secret de maman | ママの秘密     | Mama no himitsu | 9 juillet 2020        |
| 9  | Le Japon sombre    | ジャパンシンク | Japanshinku     | 9 juillet 2020        |
| 10 | Renaissance        | 復活           | Fukkatsu        | 9 juillet 2020        |